# Mỡ nâu
Mô mỡ màu nâu (BAT) hoặc mỡ nâu tạo thành cơ quan mỡ cùng với mô mỡ trắng (hoặc chất béo màu trắng). Mô mỡ màu nâu được tìm thấy ở hầu hết các động vật có vú.
Phân loại chất béo nâu đề cập đến hai nhóm tế bào riêng biệt với các chức năng tương tự. Nhóm đầu tiên chia sẻ nguồn gốc phôi sinh chung với tế bào cơ, được tìm thấy trong tiền gửi "cổ điển" lớn hơn. Nhóm thứ hai phát triển từ tế bào mỡ trắng được kích thích bởi hệ thần kinh giao cảm. Những tế bào mỡ này được tìm thấy xen kẽ trong mô mỡ trắng và còn được gọi là 'beige' hoặc 'brite' (viết tắt của "brown in white").
Mô mỡ màu nâu đặc biệt phong phú ở trẻ sơ sinh và trong các động vật có vú ngủ đông. Nó cũng có mặt và hoạt động trao đổi chất ở người trưởng thành, nhưng tỷ lệ của nó giảm khi con người già đi. Chức năng chính của nó là điều hòa nhiệt độ (thermoregulation). Ngoài sức nóng do rung cơ, mô mỡ màu nâu tạo ra nhiệt thông qua quá trình sinh nhiệt không rung cơ.
Trái ngược với các tế bào mỡ trắng, chỉ chứa một giọt lipid, các tế bào mỡ nâu chứa nhiều giọt nhỏ hơn và một số lượng ty thể (có chứa sắt) cao hơn, tạo nên màu sắc cho mô. Mỡ nâu cũng chứa nhiều mao mạch hơn mỡ trắng, để cung cấp các mô với oxy và chất dinh dưỡng và phân phối nhiệt sinh ra khắp cơ thể.